# Liste des voies de Wattrelos
Ceci est une liste exhaustive des voies publiques de Wattrelos.
- Haut – A
- B
- C
- D
- E
- F
- G
- H
- I
- J
- K
- L
- M
- N
- O
- P
- Q
- R
- S
- T
- U
- V
- W
- X
- Y
- Z
- 0-9

## B
- rue de Béthune.

## C
- rue de Calais ;
- rue Carnot.

## G
- rue Gambetta ;
- Grand-Place, voir place Jean-Delvainquière.

## H
- place de l'Humanité, anciennement place du Crétinier.

## J
- place Jean-Delvainquière ou Grand-Place de Wattrelos.

## P
- rue des Patriotes.

## R
- rue Roger-Salengro.

## S
- rue du Sapin Vert.

## T
- rue du Tilleul ;
- rue de Toul.

## V
- rue de Voltaire.